# Let It Die
"Let It Die" je čtvrtý singl z alba Echoes, Silence, Patience & Grace, oceněného cenami Grammy od skupiny Foo Fighters.
"Let It Die" bude vydáno jedině v Severní Americe, pravděpodobně ve formátu CD, jako první dva singly z tohoto alba.
Videoklip pro tuhle skladbu bude režírovat Martin Fougerol (U2, The White Stripes, Wolfmother) když bude mít skupina volno, mezi australskou tour a evropskými festivaly.
Let It Die je použito jako zahajovací píseň na Světovém turné Foo Fighters 2007/2008.

## Obsah singlu
1. "Let It Die" - 4:05
2. "Keep the Car Running"(cover skladby od Arcade Fire)- 3:27
3. "If Ever" - 4:16
4. "Come Alive (Demo Verze)" - 5:32

## Pozice v žebříčkách
| Žebříček (2008)                               | Nejvyšší pozice |
| --------------------------------------------- | --------------- |
| U.S. Billboard Hot Modern Rock Tracks         | 1               |
| U.S. Billboard Hot Mainstream Rock Tracks     | 5               |
| U.S. Billboard Bubbling Under Hot 100 Singles | 6               |
| Billboard Canadian Hot 100                    | 60              |